# Armatosterna spinifera
Armatosterna spinifera är en skalbaggsart som beskrevs av Jordan 1894. Armatosterna spinifera ingår i släktet Armatosterna och familjen långhorningar.
Artens utbredningsområde är:
- Angola.
- Gabon.

Inga underarter finns listade.